# Ida Raming
Ida Raming (ur. 1932 w Fürstenau w Niemczech) – niemiecka wykładowczyni, pisarka i teolożka katolicka.
Raming studiowała teologię rzymskokatolicką, filozofię i pedagogikę na Westfalskim Uniwersytecie Wilhelma w Münsterze i Uniwersytecie we Fryburgu. Obroniwszy pracę zatytułowaną Wykluczenie kobiet z kapłaństwa – tradycja z woli Boga czy dyskryminacja wobec kobiet?, ukończyła studia w 1973 roku. Rozpoczęła pracę jako wykładowczyni. Napisała szereg książek z dziedziny statusu kobiet w Kościele rzymskokatolickim.
W 1986 roku była jedną z założycielek stowarzyszenia Maria Magdalena - Inicjatywa na rzecz Równości Kobiet w Kościele. 28 czerwca 2002 roku Raming wraz z sześcioma innymi kobietami otrzymała święcenia kapłańskie z rąk biskupa Rómulo Antonio Braschi. Kobiety przyjęły święcenia na łodzi płynącej Dunajem, niedaleko Pasawy przy granicy Niemiec i Austrii. Stwierdziły, że był to akt protestu wobec doktryny kościelnej i prawom kościelnym, które dyskryminują kobiety. W 2003 roku Raming została za to ekskomunikowana przez Kościół rzymskokatolicki.